# Trophée des champions 2019
Il Trophée des Champions 2019 è stata la 43ª Supercoppa di Francia, la 24ª organizzata dalla LFP.
Si è svolta il 3 agosto 2019 allo Shenzhen Universiade Sports Centre di Shenzhen tra il Paris Saint-Germain, vincitore della Ligue 1 2018-2019, e il Rennes, vincitore della Coppa di Francia 2018-2019.
Il Paris Saint-Germain ha conquistato il trofeo per la nona volta, la settima consecutiva, diventando primatista assoluto della competizione.

## Antefatti
Paris Saint-Germain e Rennes si sono affrontate in finale di Supercoppa per la prima volta. Le due squadre si erano sfidate nella finale di Coppa di Francia della stagione precedente, vinta dal Rennes ai calci di rigore.
È stata la terza volta della Supercoppa francese in Cina, dopo le edizioni 2014 (a Pechino) e 2018 (sempre a Shenzhen). Per l'undicesima edizione la finale ha avuto luogo fuori dai confini nazionali, ininterrottamente dal 2009.

## Partecipanti
| Squadre             | Qualificazione                             | Partecipazioni precedenti (il grassetto indica la vittoria)                 |
| ------------------- | ------------------------------------------ | --------------------------------------------------------------------------- |
| Paris Saint-Germain | Vincitore della Ligue 1 2018-2019          | 12 (1986, 1995, 1998, 2004, 2006, 2010, 2013, 2014, 2015, 2016, 2017, 2018) |
| Rennes              | Vincitore della Coppa di Francia 2018-2019 | 2 (1965, 1971)                                                              |

## La partita
I campioni di Francia del Paris Saint-Germain presentano tre nuovi acquisti (il difensore Diallo, oltre ai centrocampisti spagnoli Herrera e Sarabia) nella formazione titolare. Anche il Rennes schiera tre volti nuovi (i difensori Morel e Maouassa, oltre all'attaccante Tait).
Al 12' il Paris Saint-Germain mette a referto la prima occasione, creata da Kehrer che di testa colpisce la traversa. Sul ribaltamento di fronte il Rennes trova il vantaggio, realizzato da Hunou che devia di ginocchio il cross di Bourigeaud. Durante tutta la prima frazione i parigini cercano con insistenza il pareggio, ma le uniche occasioni arrivano su una conclusione di Sarabia parata da Koubek e su un tentativo di Cavani uscito di poco.
Nel secondo tempo il Paris Saint-Germain permane al pareggio al 57'. L'azione parte da un lancio in verticale del capitano Marquinhos per Sarabia che offre a Mbappé il comodo appoggio in rete. Gli uomini di Tuchel aumentano di pericolosità e trovano il gol partita al 73' con Di María (subentrato a Herrera) che trasforma un calcio di punizione guadagnato da Sarabia per fallo commesso da Lea Siliki. La reazione del Rennes è tardiva e si concentra negli ultimi minuti dell'incontro senza però ottenere risultati. Il PSG al fischio finale festeggia, dunque, la nona Supercoppa francese della sua storia.

## Tabellino
| Arbitro: | Benoît Bastien |

|                         |           |           |
| Mbappé 57’ Di María 73’ | Marcatori | 13’ Hunou |

| Paris Saint-Germain | Rennes |

| P               | 16 | Alphonse Areola |       |     |
| D               | 12 | Thomas Meunier  | 7’    | 80’ |
| D               | 4  | Thilo Kehrer    |       |     |
| D               | 22 | Abdou Diallo    |       |     |
| D               | 14 | Juan Bernat     | 23’   |     |
| C               | 21 | Ander Herrera   |       | 61’ |
| C               | 5  | Marquinhos (c)  |       | 78’ |
| C               | 6  | Marco Verratti  |       |     |
| A               | 19 | Pablo Sarabia   | 90’   |     |
| A               | 9  | Edinson Cavani  |       |     |
| A               | 7  | Kylian Mbappé   | 90+3’ |     |
| A disposizione: |    |                 |       |     |
| P               | 1  | Kevin Trapp     |       |     |
| D               | 2  | Thiago Silva    |       | 80’ |
| D               | 20 | Layvin Kurzawa  |       |     |
| D               | 31 | Colin Dagba     |       |     |
| D               | 37 | Arthur Zagre    |       |     |
| C               | 8  | Leandro Paredes |       | 78’ |
| A               | 11 | Ángel Di María  | 74’   | 61’ |
| Allenatore:     |    |                 |       |     |
| Thomas Tuchel   |    |                 |       |     |

| P               | 40 | Tomáš Koubek        |       |     |
| D               | 14 | Benjamin Bourigeaud | 45+2’ | 68’ |
| D               | 26 | Jérémy Gélin        |       |     |
| D               | 3  | Damien Da Silva (c) |       |     |
| D               | 21 | Jérémy Morel        |       |     |
| D               | 17 | Faitout Maouassa    |       |     |
| C               | 12 | James Lea Siliki    | 72’   | 84’ |
| C               | 8  | Clément Grenier     |       |     |
| C               | 18 | Eduardo Camavinga   |       |     |
| A               | 23 | Adrien Hunou        |       | 46’ |
| A               | 20 | Flavien Tait        |       |     |
| A disposizione: |    |                     |       |     |
| P               | 1  | Romain Salin        |       |     |
| D               | 4  | Gerzino Nyamsi      |       |     |
| D               | 31 | Sacha Boey          |       | 46’ |
| C               | 6  | Jakob Johansson     |       |     |
| C               | 22 | Romain Del Castillo |       | 84’ |
| C               | 34 | Yann Gboho          |       | 68’ |
| A               | 32 | Lucas Da Cunha      |       |     |
| Allenatore:     |    |                     |       |     |
| Julien Stéphan  |    |                     |       |     |